# Frederick Charles Weiss
Pour les articles homonymes, voir Weiss.
Frederick Charles Weiss, né en 1886 à Pforzheim (Bade-Wurtemberg) et mort durant les années 1960, est un militant néonazi allemand naturalisé américain.
En 1946, il fonde la maison d'édition Le Blanc, à travers laquelle il publie de nombreux pamphlets antisémites.
En 1949, il participe à la création et au financement du National Renaissance Party (NRP), premier groupe néonazi d'après-guerre aux États-Unis, qu'il dirige dans l'ombre.
Dans les années 1950, ses écrits développent une vision géopolitique favorable à l'Union soviétique, qu'il considère comme un potentiel allié pour l'Allemagne.

## Biographie

### Jeunesse et formation
Frederick Charles F. Weiss naît à Pforzheim en 1886, fils d'un riche industriel allemand,. Diplômé des universités de Heidelberg et de la Sorbonne, il devient avocat spécialisé en brevets et sert comme capitaine d'artillerie dans l'armée allemande durant la Première Guerre mondiale.

### Émigration aux États-Unis
Dans les années 1930, il émigre à Manhattan, où il devient agent immobilier,. Pendant la Seconde Guerre mondiale, en tant que ressortissant allemand, il est déclaré étranger ennemi (en) et interné à Ellis Island, bien qu'il affirme n'avoir jamais été membre du Bund germano-américain ni du NSDAP.

### Militantisme
Dès 1946, il commence à fréquenter les milieux de l'extrême droite américaine. Il fonde la maison d'édition Le Blanc (en référence à son nom de famille, Weiß signifiant blanc en allemand) qui publie ses pamphlets en anglais et produit du matériel antisémite destiné à l'Allemagne.
Il organise régulièrement des rassemblements racialistes dans sa ferme de Mount Hope (New York). Il se considère davantage comme un agent œuvrant pour les intérêts allemands que comme un militant de la droite américaine.

#### Le National Renaissance Party

Logotype du NRP.

En janvier 1949, il participe à la création et au financement du National Renaissance Party, premier groupe néonazi d'après-guerre aux États-Unis. Bien qu'il n'y occupe aucune position officielle, il le dirige dans l'ombre et l'utilise pour diffuser sa propagande à travers le monde. Il finance le dirigeant du NRP, James Madole, qu'il ne considère cependant que comme un « messager » utile pour distribuer sa littérature. Il dit à son propos :
« Nous manquons tellement de dirigeants que je ferais appel au diable lui-même si je pensais que cela nous aiderait à obtenir ce que nous recherchons. Madole est fondamentalement honnête, mais fanatique et ignorant. Je le trouve pratique pour faire des commissions et je peux aussi mettre ce que je veux dans son Renaissance Bulletin. Il envoie la publication à une liste d'environ mille noms. Ses contributeurs prennent en charge la moitié du coût et je n'ai pas à me préoccuper de la distribution ».

#### L'affaire égyptienne

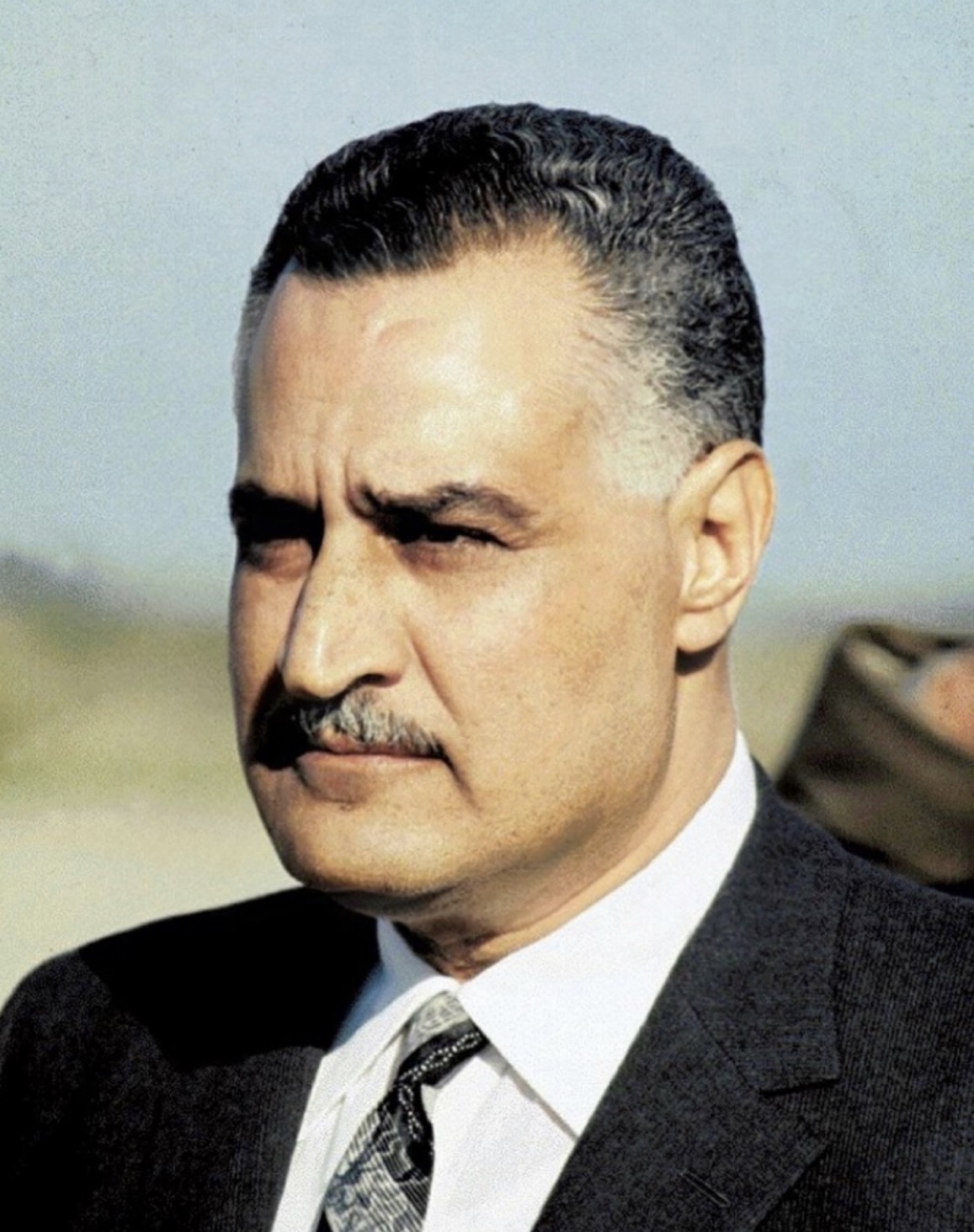
Gamal Abdel Nasser.

En juillet 1953, Fred Weiss est impliqué dans une tentative de vente d'une arme de destruction massive à l'Égypte de Gamal Abdel Nasser. Francis Parker Yockey, qui agit comme intermédiaire, rencontre personnellement le lieutenant-colonel Nasser pour discuter de cette arme. Dans une publication intitulée Max Planck and the Future of Western Civilization (« Max Planck et le futur de la civilisation occidentale »), Weiss prédit la création imminente d'une bombe au cobalt qui serait capable de détruire quatre pâtés de maisons. Selon le journaliste Kevin Coogan, il semble peu probable que Weiss ait pu développer seul une telle arme. Il suggère que Weiss et Yockey auraient pu servir d'intermédiaires pour des scientifiques nazis basés en Argentine. La tentative de vente n'aboutit pas.

### Mort
Il meurt durant les années 1960.

## Affiliations politiques

### Relations avec l'extrême droite américaine
À l'été 1951, par l'intermédiaire de Hans-Ulrich Rudel, Fred Weiss rencontre à New York H. Keith Thompson (en), qui agit alors comme agent pour le Sozialistische Reichspartei et le journal néonazi argentin Der Weg (en). Les deux hommes développent une relation professionnelle étroite et se réunissent régulièrement ensemble. Ils maintiennent ensemble des liens étroits avec la Wiking-Jugend via leur maison d'édition Le Blanc.
En novembre 1951, Fred Weiss rencontre pour la première fois Francis Parker Yockey à New York. En juin 1952, Weiss héberge Yockey dans sa ferme tandis qu'il fuit les services de sécurité du Département d'État américain. Lorsque Yockey quitte les États-Unis début 1953, Weiss l'aide dans son départ en le mettant en contact avec un entrepreneur de Middletown qui lui fournit de faux papiers. Weiss participe au financement de la publication de Der Feind Europas, un ouvrage de Yockey paru clandestinement en Allemagne à l'automne 1953. En 1955, selon des notes de l'organisation antifasciste Non-Sectarian Anti-Nazi League (en), Weiss aurait participé à l'organisation du départ de Yockey vers le bloc de l'Est.
Weiss entretient également des liens avec plusieurs autres figures de l'extrême droite américaine, dont Conde McGinley du journal Common Sense, Frank Britton du American Nationalist et Lyrl Van Hyning du journal Women's Voice. Les articles préparés par ses collaborateurs allemands sont régulièrement publiés dans ces médias avant d'être republiés dans des revues comme le journal néonazi argentin germanophone Der Weg (en), présentés comme des reportages provenant des États-Unis.

### Relations avec l'extrême droite allemande

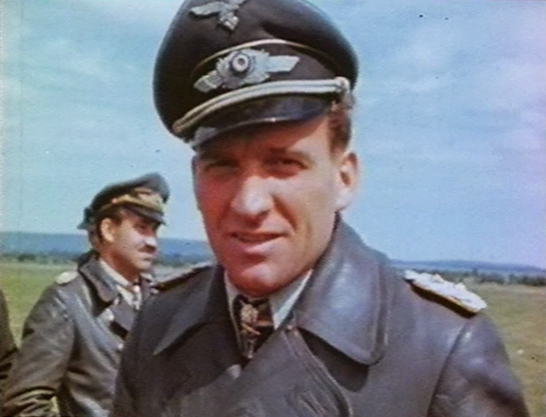
Hans-Ulrich Rudel.

Dans les années 1950, il entretient aussi d'importants liens avec les milieux d'extrême droite allemands. Il finance à hauteur de 1000 Deutsche Mark mensuels le journal Der Reichsruf, qui devient plus tard l'organe officiel du Parti impérial allemand, et apporte un soutien financier à Hans-Ulrich Rudel. Selon le témoignage d'un agent double qui informait la Non-Sectarian Anti-Nazi League tout en étant membre du National Renaissance Party, Weiss aurait financé le retour de Rudel en Allemagne de l'Ouest pour qu'il puisse participer aux élections fédérales de 1953.
Selon les autorités ouest-allemandes, il correspond après-guerre avec plusieurs figures nazies, notamment Werner Naumann, Ernst Achenbach et le général Heinz Guderian.

### Relations avec NATINFORM
Fred Weiss collabore dans les années 1950 avec NATINFORM, un groupe nationaliste européen. Il soutient financièrement Peter Huxley-Blythe, le rédacteur en chef du bulletin World Survey de NATINFORM. Weiss et son associé H. Keith Thompson diffusent la propagande de NATINFORM, particulièrement leurs textes critiquant Otto John (de), alors chef de l'Office fédéral de protection de la constitution.

## Positions idéologiques

### Conflit entre l'Orient et l'Occident

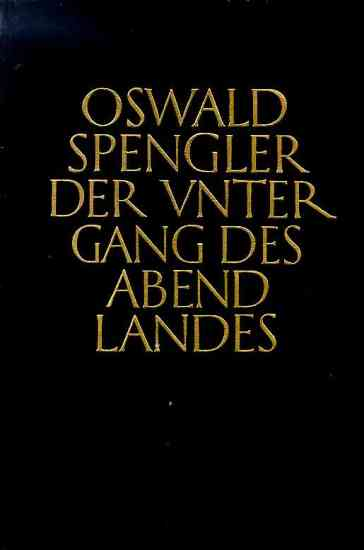
Weiss utilise des concepts développés par Oswald Spengler dans son ouvrage Le Déclin de l'Occident.

Dans Quo vadis America (1946), Weiss définit la politique d'après-guerre comme une lutte entre l'Orient et l'Occident, ou, reprenant un jargon spenglérien, « entre la culture magienne et la culture faustienne ». Il met en garde contre un prétendu « consensus juif magien », qu'il décrit comme « sans terre, sans temps et sans frontières » et qui viserait à créer un « Chaos Mondial Sans Classes et Sans État ».
Dans The Untouchables (1950) et Russia (1955-1956), il développe sa théorie sur la lutte entre l'Orient et l'Occident en distinguant un communisme occidental contrôlé par les Juifs (le trotskisme) d'une forme eurasienne du communisme (le stalinisme) qu'il considère comme reflétant la véritable âme de la Russie,.

### Critique de la théorie raciale nazie du sang
Dans Germania delenda est? (1947), il critique notamment la théorie raciale nazie du sang, arguant que la guerre de Trente Ans aurait tellement modifié le type génétique « nordique » que lors de l'entrée en guerre des États-Unis, « la balance du sang nordique « pur » était certainement contre l'Axe ».

### Défense de l'Union soviétique
Dans les années 1950, il publie plusieurs articles favorables à l'Union soviétique, estimant qu'une alliance avec l'Est serait plus avantageuse pour l'Allemagne qu'avec l'Ouest.
Dans Russia (1955-1956), il prédit la transformation de la doctrine bolchévique de Joseph Staline et Nikita Khrouchtchev en un mouvement ouvertement nationaliste et présente l'URSS comme l'ennemi principal de la prétendue « juiverie internationale ».
Il publie ensuite The Great Question (1957), où il présente l'URSS comme ayant résolu la « question juive » et commente le lancement de Spoutnik qu'il décrit comme « une épée de Damoclès russe sous forme de satellite suspendue au-dessus de nos têtes (sans possibilité de représailles) » ; puis publie Will He Bury Us? (1958), qui poursuit sa critique des théories conspirationnistes d'extrême droite sur un prétendu contrôle juif de l'URSS. Dans ces écrits, il célèbre les avancées technologiques soviétiques, prédisant la transformation de la Sibérie occidentale et du Turkestan en « véritable paradis climatique et végétal » capable de nourrir 150 millions de personnes supplémentaires.